# Ingolf Mork
Ingolf Mork (ur. 4 czerwca 1947 w Molde, zm. 1 lutego 2012 tamże) – norweski skoczek narciarski, zwycięzca 20. Turnieju Czterech Skoczni, odznaczony medalem Holmenkollen (1973).

## Życiorys
W sezonie 1970/1971 zajął drugie miejsce w Turnieju Czterech Skoczni, zwyciężając w Oberstdorfie, Garmisch-Partenkirchen i Bischofshofen. W Innsbrucku zajął szesnaste miejsce. Był to pierwszy przypadek, by skoczek, który wygrał trzy konkursy, nie wygrał całego turnieju.
W kolejnym sezonie został zwycięzcą 20. Turnieju Czterech Skoczni, choć nie zwyciężył w żadnym z konkursów (2. miejsce w Oberstdorfie, 3. miejsce w Garmisch-Partenkirchen, 22. miejsce w Innsbrucku i 4. miejsce w Bischofshofen). Zwyciężył dzięki wycofaniu się z turnieju zwycięzcy z Oberstdorfu, Garmisch-Partenkirchen i Innsbrucku, Japończyka Yukio Kasayi. Był to drugi przypadek, gdy turnieju nie wygrał zwycięzca trzech konkursów (ale dlatego, że wycofał się przed czwartym).
Mork uczestniczył także w konkursie Zimowych Igrzysk Olimpijskich 1972 w Sapporo i uplasował się na czwartej pozycji.
W 1973 otrzymał medal Holmenkollen razem z Einarem Bergslandem i Franzem Kellerem.
Po zakończeniu kariery skoczka pracował w urzędzie gminy, a następnie zajął się hodowlą owiec. W latach 1984–1990 był członkiem zarządu Norweskiej Konfederacji Sportu i Narodowego Komitetu Olimpijskiego i Paraolimpijskiego.

## Igrzyska olimpijskie
- Indywidualnie
  - 1972, Sapporo (JPN) – 4. miejsce (normalna skocznia)